# George Cohen
George Reginald Cohen (Kensington, 22 ottobre 1939 – Londra, 23 dicembre 2022) è stato un calciatore inglese, di ruolo difensore, campione del mondo con la nazionale inglese nel 1966.

## Carriera

### Club
Londinese di Kensington, George Cohen spese l'intera carriera nelle file del Fulham come difensore di fascia. Anticipò la moderna interpretazione tattica del ruolo, sganciandosi spesso dalle retrovie e supportando le proprie ali nelle sovrapposizioni. Giunto al Fulham nel 1956, Cohen vi rimase per tredici stagioni e fu titolare durante il campionato del mondo 1962 in Cile.
George Cohen giocò nel Fulham fino al 1969, anno in cui concluse la carriera professionistica a causa di un infortunio. L'ultima stagione fu giocata in Seconda Divisione perché la squadra retrocesse nel 1968. Alla fine furono 459 le presenze in campionato di Cohen nel club londinese, più di lui nella storia del Fulham solo quattro giocatori. L'unico trofeo vinto da Cohen fu il campionato del mondo con la sua Nazionale, visto che con il Fulham non vinse nulla; della squadra è l'unico campione del mondo che abbia mai militato nel club.

### Nazionale
Giocò alcuni incontri con l'Under-23.
L'occasione per Cohen di diventare famoso arrivò nel 1964, quando il tecnico della Nazionale inglese sir Alf Ramsey rimase insoddisfatto della prestazione di Jimmy Armfield dopo una brutta sconfitta contro la Scozia, amichevole in preparazione dei Mondiali che si sarebbero giocati due anni dopo proprio in Inghilterra. Ramsey decise di provare Cohen nell'incontro successivo contro l'Uruguay, che l'Inghilterra vinse per 2-1. Da quel momento Cohen giocò 21 delle 23 partite che la Nazionale inglese aveva in programma prima del campionato del mondo e, al momento di selezionare i ventidue giocatori, egli divenne la prima scelta di Ramsey, complice anche un infortunio di cui Armfield era stato vittima e dal quale si era ripreso in extremis prima dell'avvio del torneo.
Nello schema di Alf Ramsey Cohen costituiva una sorta di jolly difensivo, grazie alle sue capacità di cursore: svariava dal centro alla fascia e spesso correva a sostegno del centrocampo, scambiandosi spesso di posizione con i compagni di squadra Peters e Ball. Non mancavano le sovrapposizioni sulla fascia, caratteristica che, come detto, già lo contraddistingueva nel Fulham.
Superato il primo girone, Cohen diede un importante contributo in termine di corsa e muscoli contro l'Argentina, in un quarto di finale che gli inglesi vinsero per 1-0. Nel successivo incontro di semifinale contro il Portogallo fu proprio Cohen a servire a Bobby Charlton uno dei due gol segnati dall'attaccante inglese e che diedero la vittoria per 2-0 alla squadra di casa. La finale contro la Germania Ovest vide la trentesima presenza di Cohen in nazionale. Forse l'unico errore di Cohen in quell'incontro fu la mancata chiusura su Weber (anche se gli inglesi hanno sempre sostenuto che ci fosse un fallo di mano tedesco nell'azione), che diede ai tedeschi il temporaneo 2-2 e i tempi supplementari. Comunque l'Inghilterra vinse 4-2 e portò a casa la Coppa Rimet. George Cohen divenne così campione del mondo.
Dopo la vittoria al Campionato del Mondo, Ramsey decise di svecchiare la linea difensiva in vista del Campionato d'Europa 1968 in programma in Italia, e per questa ragione Cohen giocò solo sette ulteriori partite, l'ultima nel novembre del 1967 contro l'Irlanda del Nord. Alla fine furono 37 partite in Nazionale e nessun gol.

## Vita privata e morte
Sebbene sia nato a Kensington, Cohen è cresciuto a Fulham, dove sua madre di origine irlandese, Catherine (nata Gibbs), era una direttrice di negozi presso la centrale elettrica locale di Lots Road e suo padre, Louis (noto come Harry) Cohen, era un installatore di gas. Sebbene di origini ebraiche da parte di padre, con alcuni membri della sua famiglia originari dell'Ucraina, fu allevato nella Chiesa d'Inghilterra. Ha sposato sua moglie Daphne nel 1962. Hanno avuto due figli.
Aveva alle spalle una storia di cancro intestinale, diagnosticato per la prima volta nel 1976.  Nel 1990 è stato dichiarato guarito dal cancro.
Nel 2000 fu ucciso suo fratello Peter, proprietario di un night club e padre del nazionale di rugby Ben Cohen (in seguito vincitore della Coppa del mondo del 2003 in Australia): i responsabili della morte dell'uomo furono arrestati ma, nonostante le accuse di omicidio, essi vennero condannati per disordini gravi all'ordine pubblico.
Cohen è morto il 23 dicembre 2022, all'età di 83 anni.

## Palmarès
- Campionato mondiale: 1 
Inghilterra 1966